# 新發田站
新發田站（日语：／ Shibata eki */?）是一個位於日本新潟縣新發田市諏訪町一丁目，屬於東日本旅客鐵道（JR東日本）、日本貨物鐵道（JR貨物）的鐵路車站。
此站的所屬線是羽越本線，另有以此站為終點的白新線，共2條路線停靠。1925年（大正14年）至1984年（昭和59年）期間有赤谷線停靠。

## 車站結構
側式月台1面1線（1號月台）與近新潟設有切欠式月台1線（0號月台），島式月台1面2線（2、3號月台）的地面車站。兩個月台以地下通道聯絡。

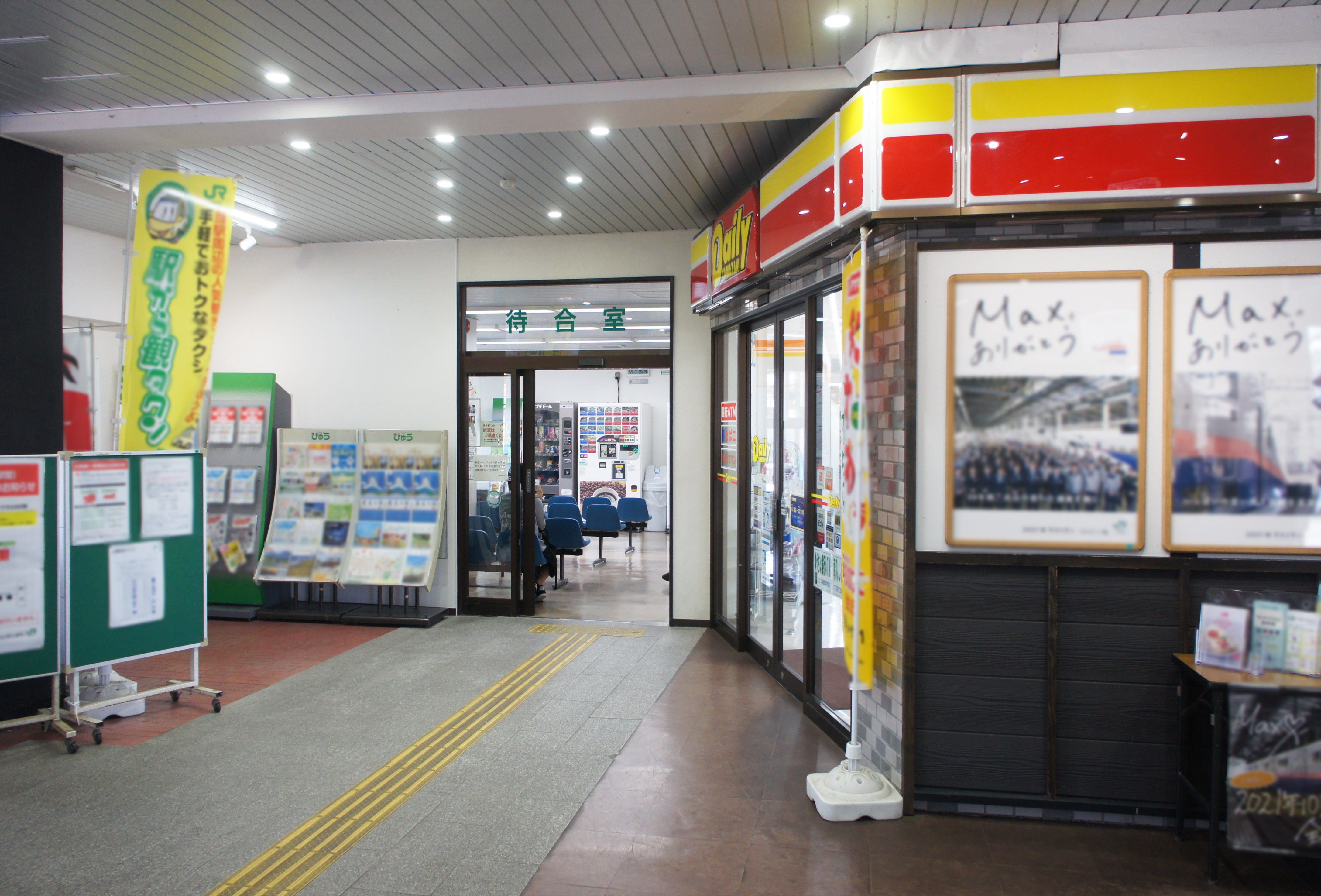
站舍內（2021年9月）
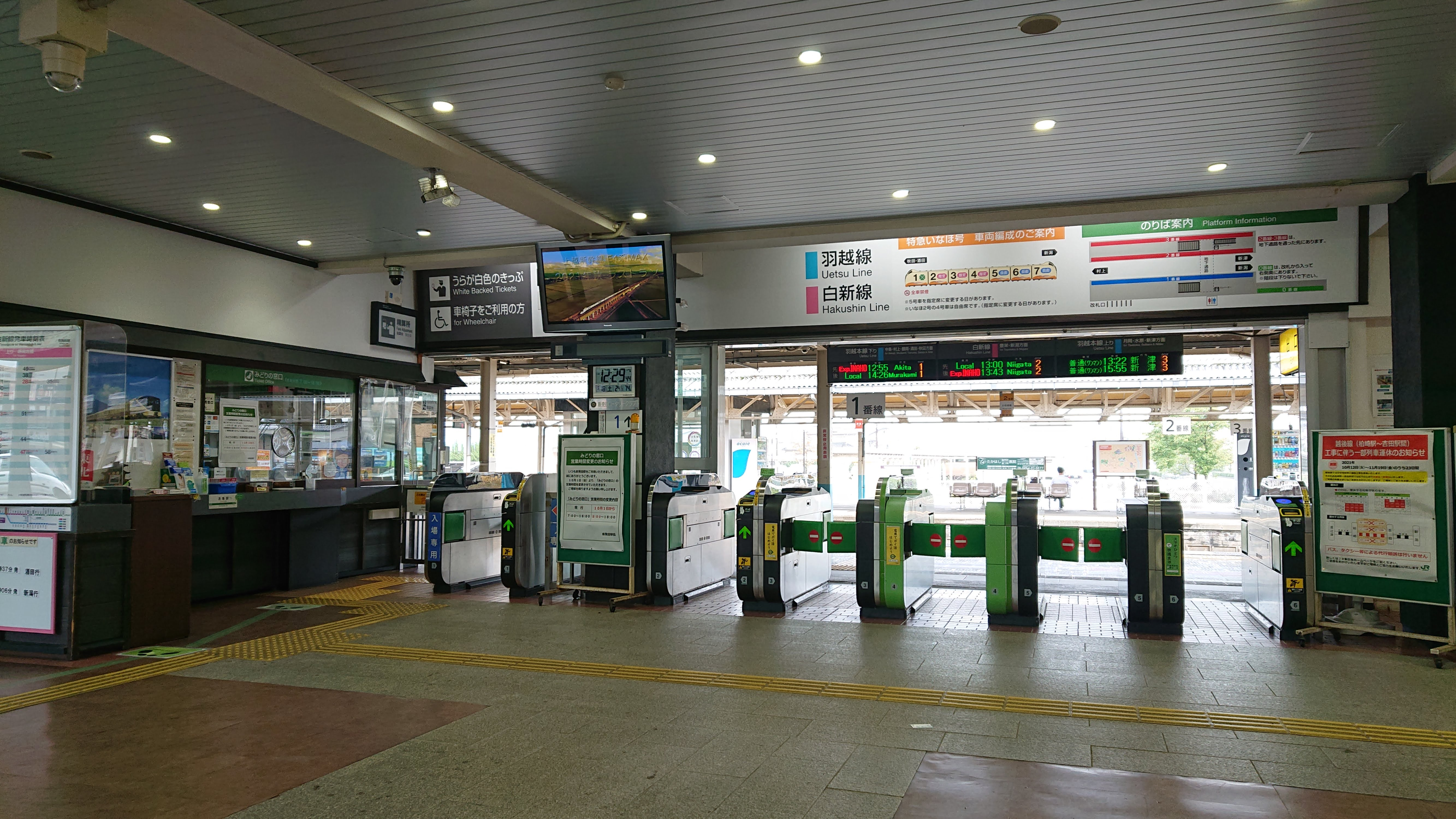
檢票口（2021年9月）
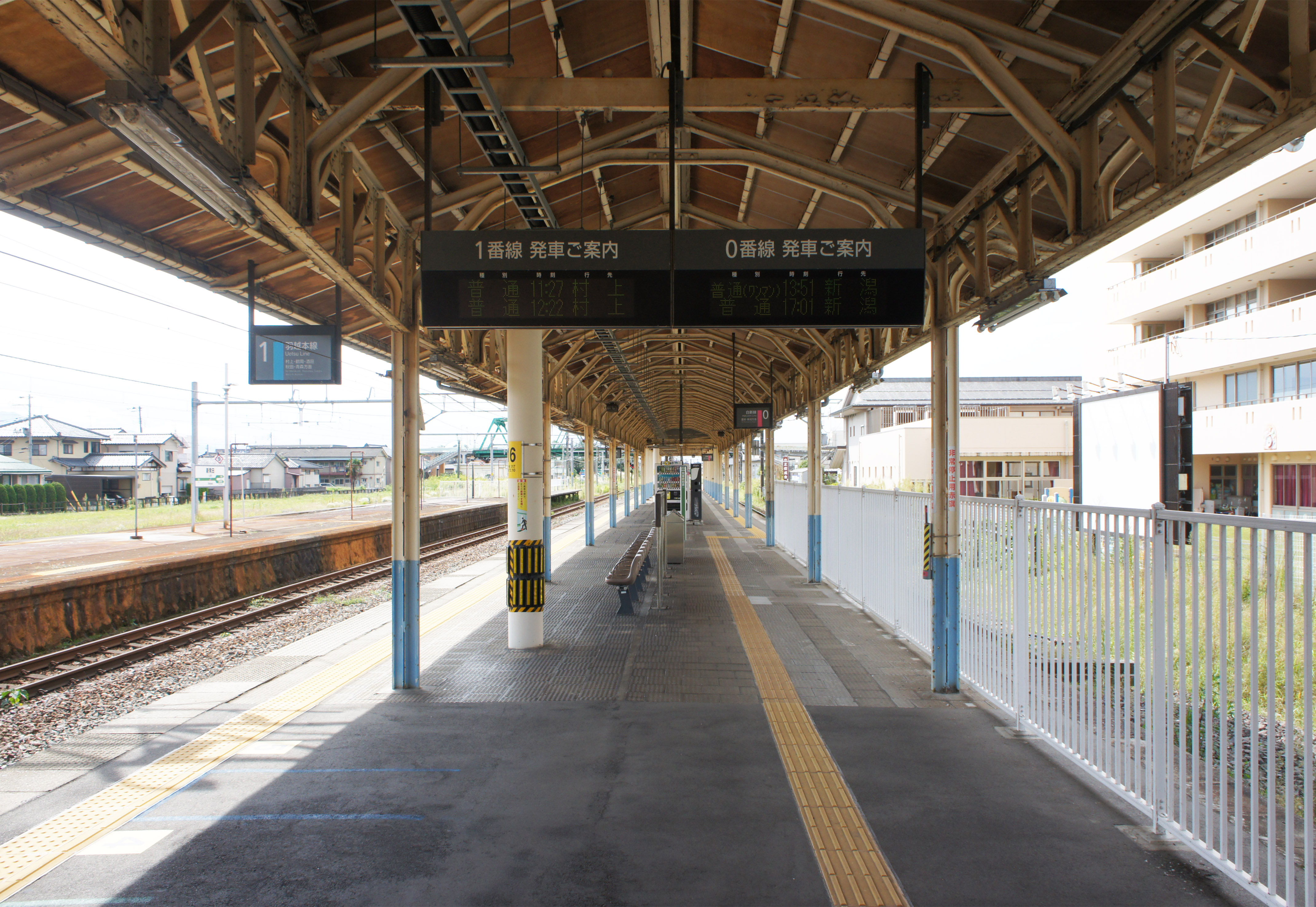
0・1號月台（2021年9月）
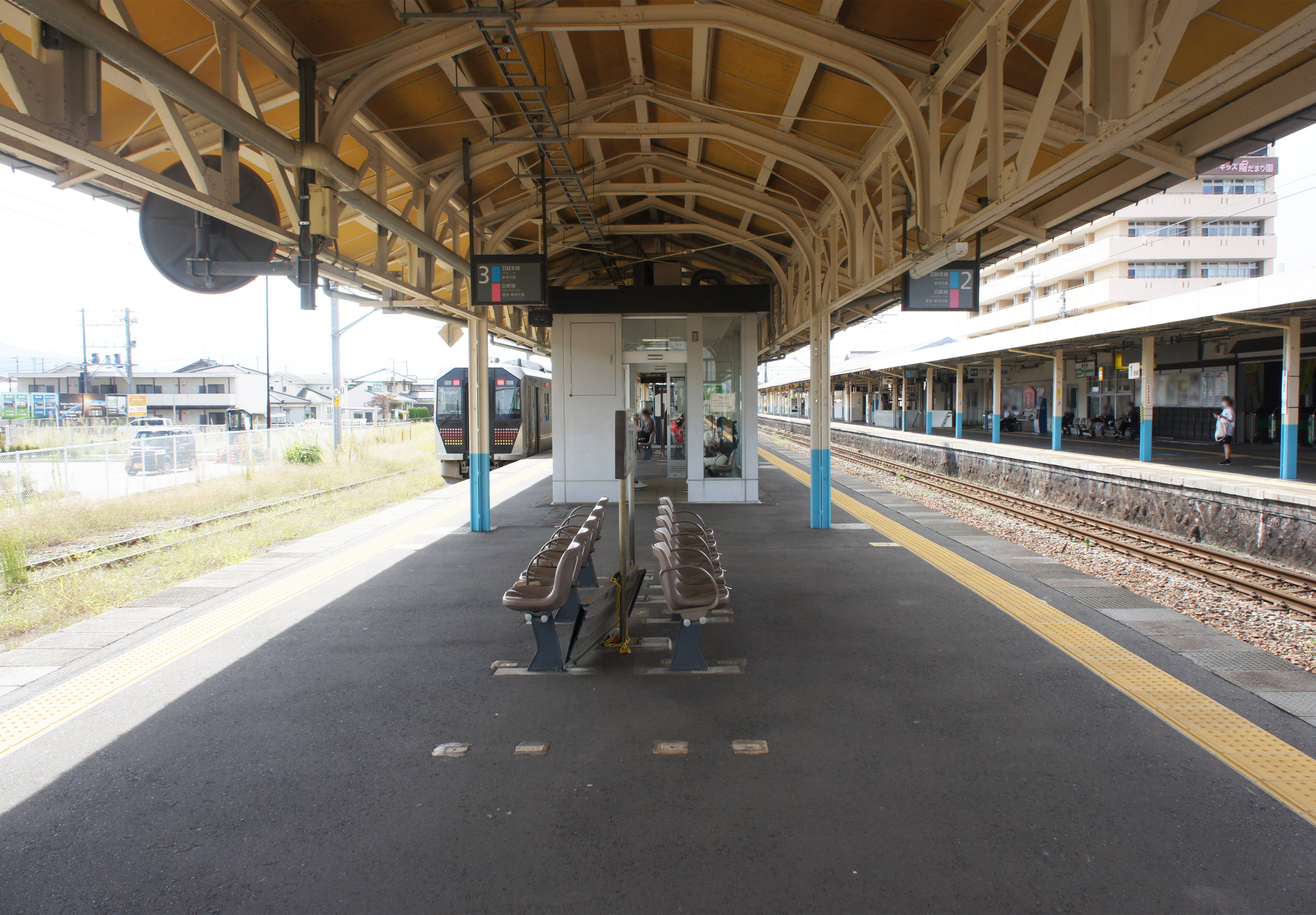
2・3號月台（2021年9月）

### 月台配置
| 月台 | 路線      | 方向 | 目的地                     | 備註          |
| ---- | --------- | ---- | -------------------------- | ------------- |
| 0    | ■白新線   | 上行 | 豐榮、新潟方向             | 当駅始発      |
| 1    | ■羽越本線 | 下行 | 村上、酒田、秋田、青森方向 |               |
| 2、3 | ■羽越本線 | 上行 | 新津方向                   |               |
| 2、3 | ■白新線   | 上行 | 豐榮、新潟方向             | 主要為2號月台 |

（來源：JR東日本:車站構內圖 （页面存档备份，存于））

## 使用人數
根據JR東日本，2018年度（平成30年度）的1日平均上車人次為3,565人。
近年的推移如下表。然而，使用人數有減少傾向，特別是2014年度（平成26年度）大幅減少。
| 年度               | 1日平均 上車人次 | 來源            |
| ------------------ | ---------------- | --------------- |
| 2000年（平成12年） | 5,190            | [ 利用客数 2 ]  |
| 2001年（平成13年） | 5,144            | [ 利用客数 3 ]  |
| 2002年（平成14年） | 5,063            | [ 利用客数 4 ]  |
| 2003年（平成15年） | 4,910            | [ 利用客数 5 ]  |
| 2004年（平成16年） | 4,696            | [ 利用客数 6 ]  |
| 2005年（平成17年） | 4,520            | [ 利用客数 7 ]  |
| 2006年（平成18年） | 4,346            | [ 利用客数 8 ]  |
| 2007年（平成19年） | 4,172            | [ 利用客数 9 ]  |
| 2008年（平成20年） | 4,089            | [ 利用客数 10 ] |
| 2009年（平成21年） | 3,948            | [ 利用客数 11 ] |
| 2010年（平成22年） | 3,901            | [ 利用客数 12 ] |
| 2011年（平成23年） | 3,910            | [ 利用客数 13 ] |
| 2012年（平成24年） | 3,916            | [ 利用客数 14 ] |
| 2013年（平成25年） | 3,971            | [ 利用客数 15 ] |
| 2014年（平成26年） | 3,718            | [ 利用客数 16 ] |
| 2015年（平成27年） | 3,705            | [ 利用客数 17 ] |
| 2016年（平成28年） | 3,691            | [ 利用客数 18 ] |
| 2017年（平成29年） | 3,595            | [ 利用客数 19 ] |
| 2018年（平成30年） | 3,565            | [ 利用客数 1 ]  |

## 相鄰車站
東日本旅客鐵道（JR東日本）
- 特急「稻穗」、快速「Rakuraku列車村上（日语：らくらくトレイン）」停靠站

■羽越本線
□快速「紅花」
（白新線）－新發田－中條
■快速
（白新線）－新發田－（上行一部分為加治站）－中條
*:加治站停靠的快速列車在白新線內為普通列車
■普通
中浦－新發田－加治
■白新線
□快速「紅花」、■快速
豐榮－新發田－（羽越本線）
■普通
西新發田－新發田－（羽越本線加治方向）

### 廢除路線
日本國有鐵道
赤谷線
新發田－東中學校前臨時乘降場

### 使用情況
1. 1 2  . 東日本旅客鉄道.   [2019-07-21]. （原始内容存档于2019-07-05）.
2. ↑  . 東日本旅客鉄道.   [2019-02-25]. （原始内容存档于2019-03-28）.
3. ↑  . 東日本旅客鉄道.   [2019-02-25]. （原始内容存档于2019-03-28）.
4. ↑  . 東日本旅客鉄道.   [2019-02-25]. （原始内容存档于2019-03-28）.
5. ↑  . 東日本旅客鉄道.   [2019-02-25]. （原始内容存档于2019-03-28）.
6. ↑  . 東日本旅客鉄道.   [2019-02-25]. （原始内容存档于2019-03-28）.
7. ↑  . 東日本旅客鉄道.   [2019-02-25]. （原始内容存档于2019-03-28）.
8. ↑  . 東日本旅客鉄道.   [2019-02-25]. （原始内容存档于2019-03-28）.
9. ↑  . 東日本旅客鉄道.   [2019-02-25]. （原始内容存档于2019-03-28）.
10. ↑  . 東日本旅客鉄道.   [2019-02-25]. （原始内容存档于2019-03-28）.
11. ↑  . 東日本旅客鉄道.   [2019-02-25]. （原始内容存档于2019-03-28）.
12. ↑  . 東日本旅客鉄道.   [2019-02-25]. （原始内容存档于2019-03-28）.
13. ↑  . 東日本旅客鉄道.   [2019-02-25]. （原始内容存档于2019-03-28）.
14. ↑  . 東日本旅客鉄道.   [2019-02-25]. （原始内容存档于2019-03-28）.
15. ↑  . 東日本旅客鉄道.   [2019-02-25]. （原始内容存档于2019-03-28）.
16. ↑  . 東日本旅客鉄道.   [2019-02-25]. （原始内容存档于2019-03-28）.
17. ↑  . 東日本旅客鉄道.   [2019-02-25]. （原始内容存档于2019-03-23）.
18. ↑  . 東日本旅客鉄道.   [2019-02-25]. （原始内容存档于2019-03-28）.
19. ↑  . 東日本旅客鉄道.   [2019-02-25]. （原始内容存档于2019-03-22）.

## 外部連結
- 車站資訊（新發田）：東日本旅客鐵道